# Kalinga (Indien)

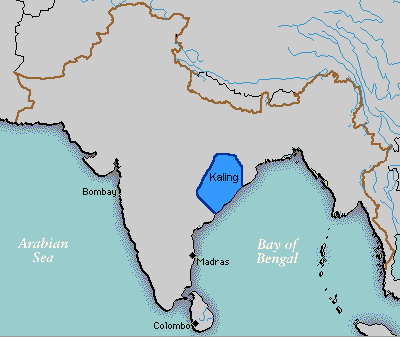
Kalinga um 265 v. Chr.

Kalinga war ein Königreich im östlichen Mittelindien, das in etwa den Bereich des heutigen Odisha und die nördlichen Teile des anschließenden Andhra Pradesh umfasste. Die größte Stadt auf dem Gebiete Kalingas war Sisupalgarh. Es war ein fruchtbares Gebiet, das sich vom Damodar bis zum Godavari und vom Golf von Bengalen nach Westen erstreckte. Die Hauptstadt des Königreiches war Toshali.
In diesem Gebiet führte Ashoka um 261 v. Chr. den Kalingakrieg. Kalinga wird im Mahabharata erwähnt.
Die Kalingaschrift geht auf die Brahmi-Schrift zurück und entwickelte sich weiter zur Oriya-Schrift, die um 1000 entstand. Wegen der engen Verbindung zur Brahmischrift ist diese daher innerhalb des indischen Schriftenkreises diejenige, welche der Brahmischrift am nächsten kommt.